# Calicina yosemitensis
Calicina yosemitensis is een hooiwagen uit de familie Phalangodidae. De wetenschappelijke naam van Calicina yosemitensis gaat terug op Briggs.